# Birds in the Trap Sing McKnight
Birds in the Trap Sing McKnight es el segundo álbum de estudio del rapero estadounidense Travis Scott. El disco fue lanzado el 2 de septiembre de 2016 a través de Grand Hustle Records y distribuido por Epic Records. El álbum fue estrenado en exclusiva a través del programa de radio de Travis Scott y Chsae B Wav Radio en Beats 1 y Apple Music. El álbum cuenta con artistas invitados como André 3000, Blac Youngsta, Kid Cudi, Nav, 21 Savage, Kendrick Lamar, Bryson Tiller, Young Thug, Quavo, K. Forest o The Weeknd. De la producción se encargaron Nav, Vinylz, Mike Dean, Cardo, Frank Dukes y Allen Ritter, entre otros.
El álbum fue propulsado a la fama por tres canciones: "Wonderful", "Pick Up the Phone" y "Goosebumps". Gracias a esto, el álbum recibió muchas críticas favorables y debutó en el número uno del Billboard 200, consiguiendo 88,000 unidades vendidas en la primera semana.

## Contexto
El 4 de enero de 2016, Travis anunció a través de su cuenta de Snapchat que pronto revelaría el nombre del álbum. En los siguientes días, Travis estuvo publicando tweets sobre cuál sería el nombre del álbum. Poco después, eliminó todos sus tweets y anunció el título del álbum en el Anti World Tour. En una entrevista con Billboard, Travis explicó el significado del nombre: "Mi nuevo álbum, Birds in the Trap Sing McKnight trata básicamente sobre mis amigos y mi experiencia creciendo aquí [en Missouri City]. No quiero decir que esto sea un ghetto, no estamos en los p*tos projects (viviendas donde suele vivir gente pobre, normalmente propiedad del gobierno), pero es como un ghetto social. Es un ghetto de conexión social debido a lo que quieres hacer y como te quieres expresar. Me siento como si todo el mundo estuviera restringido por su padres o simplemente por la vida.
El 30 de marzo de 2016, Travis y Young Thug anunciaron que sacarían una canción "en los próximos días". En abril del mismo año, mientras Travis daba un concierto en Houston, Texas, él reprodujo un fragmento de la canción.En el Paris Nightclub en Chicago, Illinois, Travis reprodujo la versión completa de la canción, llamada "Pick Up the Phone". La canción de Travis y Young Thug también incluía a Quavo. El 18 de mayo de 2016, Travis hizo un concierto por sorpresa en Atlanta y confirmó la publicación inminente del álbum, diciendo "Voy a sacar mi álbum en un par de p*tos días". Él también dijo que el álbum incluiría a "algunos de mis p*tos artistas favoritos". 
El 2 de junio de 2016, Travis quitó la canción, después de haberla publicado en su página oficial de SoundCloud, diciendo que "Esta canción estaba pensada para ir a ITunes, pero las etiquetas lo estaban haciendo más complicado de lo necesario. Este iba a ser mi single, pero ahora lo voy a dar para los niños. Postdata: Ellos podrían tumbar esto porque no quieren que los niños coman".
El 26 de julio de 2016, mientras daba un concierto en el Ford Amphitheater de Coney Island, Travis anunció la fecha de lanzamiento de Birds in the Trap Sing McKnight, a pesar de esto, el álbum cumplió sus fechas dos veces debido a "dficultades técnicas". Tras un evento gratuito llamado Wav Party en Los Ángeles, su videoclip de "90210" fue exhibido y su videoclip de "Pick Up the Phone" fue publicado en su cuenta Vevo de YouTube.Travis también reveló que Kid Cudi y Kendrick Lamar aparecerían en el álbum, con la producción de Cashmere Cat. El 25 de agosto de 2016, Mike Dean anunció que el álbum sería retrasado de nuevo, debido a complicaciones con el álbum. El 31 de agosto de 2016, Travis anunció que por fin había acabado su álbum a través de Instagram. 

## Producción y grabación
El 18 de julio de 2016, en una entrevista con DJ Whoo Kid, TRavis reveló que su mayor influencia musicalmente es Kid Cudi. Se anunció que Cudi aparecería en el álbum.Esto fue revelado un mes después de que Cudi anunciara que Travis aparecería en su propio álbum, Passion, Pain and Demon Slayin'. 

## Lanzamiento
El 12 de agosto de 2016, Scott estrenó una canción, "The Hooch" en el primer episodio de su nuevo show de Apple Music Wav Radio con Chase B. Travis también anunció que el álbum saldría el 26 de agosto. El 19 de agosto, Travis estreno otra canción en el mismo show llamada "Black Mass"
El 2 de septiembre de 2016, Scott estrenó el álbum con Chase B en Wav Radio.Tras esto, Travis sacó la nueva canción, "RaRa", con la aparición del rapero americano Lil Uzi Vert.

## Lista de canciones
| Birds in the Trap Sing McKnight |                                                   |          |  |
| N.º                             | Título                                            | Duración |  |
| 1.                              | «The Ends (feat. André 3000)»                     | 3:21     |  |
| 2.                              | «Way Back»                                        | 4:32     |  |
| 3.                              | «Coordinate (feat. Blac Youngsta)»                | 3:46     |  |
| 4.                              | «Through the Late Night (feat. Kid Cudi)»         | 4:46     |  |
| 5.                              | «Beibs in the Trap (feat. Nav)»                   | 3:33     |  |
| 6.                              | «SDP Interlude»                                   | 3:11     |  |
| 7.                              | «Sweet Sweet»                                     | 3:42     |  |
| 8.                              | «Outside (feat. 21 Savage)»                       | 2:56     |  |
| 9.                              | «Goosebumps (feat. Kendrick Lamar)»               | 4:03     |  |
| 10.                             | «First Take (feat. Bryson Tiller)»                | 5:13     |  |
| 11.                             | «Pick Up the Phone (with Young Thug feat. Quavo)» | 4:12     |  |
| 12.                             | «Lose»                                            | 3:20     |  |
| 13.                             | «Guidance (feat. K. Forest)»                      | 3:27     |  |
| 14.                             | «Wonderful (feat. The Weeknd)»                    | 3:36     |  |
| 53:38                           |                                                   |          |  |